# 初飛行

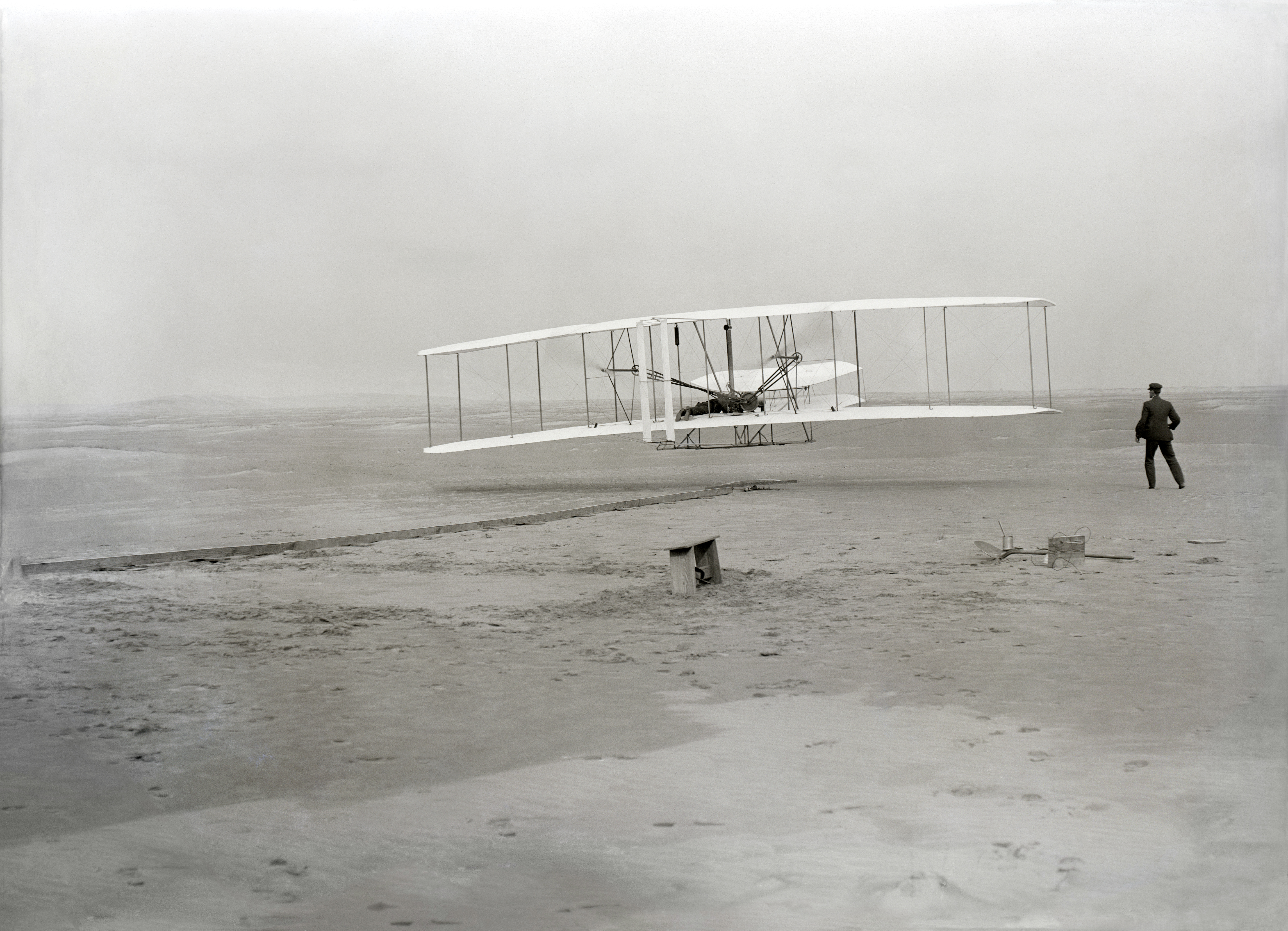
ライトフライヤー号（1903年12月17日）

初飛行（英語: Maiden flight）とは、航空機が初めて自力で離陸することで、ファーストフライト、処女飛行とも呼ばれる。また、ロケットの最初の打ち上げにも使用される。
新しいタイプの航空機の初飛行は、常に歴史的な機会であり、関係者にとっては非常に感情的なものになる可能性がある。
初期の初飛行は、航空機の正確な操縦および特性が一般的に知られていなかったため危険な飛行であった。
新型機の初飛行は、ほとんどの場合、経験豊富なテストパイロットによって行われ、通常、初飛行には追跡機が同行し、高度、対気速度、一般的な耐空性などの項目を確認する。
民間航空機の場合は、運用を開始する前に、米国連邦航空局（Federal Aviation Administration）によって認証される必要がある。

## 注目の初飛行 (航空機)

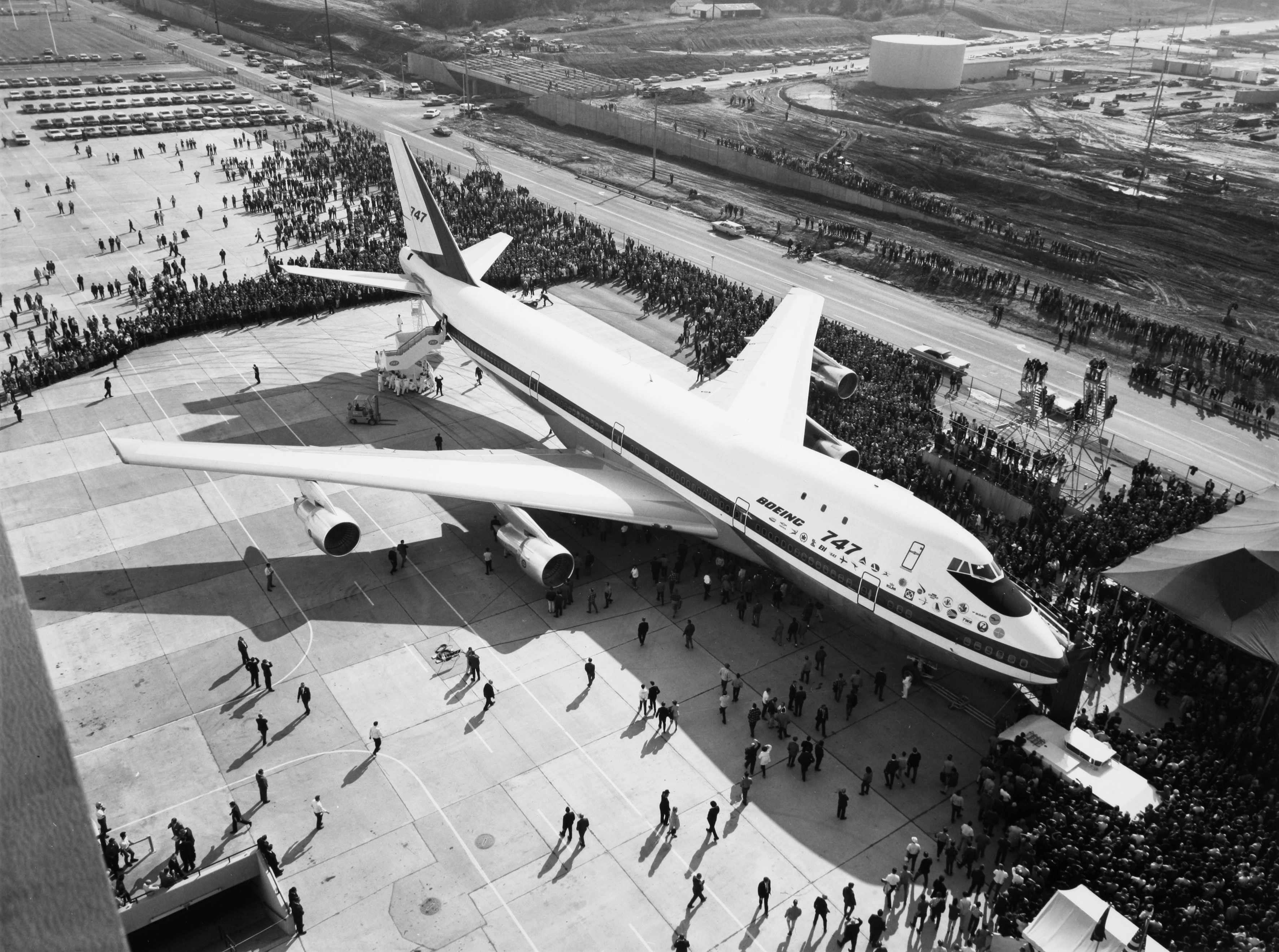
一般公開されたプロトタイプの747（1968年9月30日）

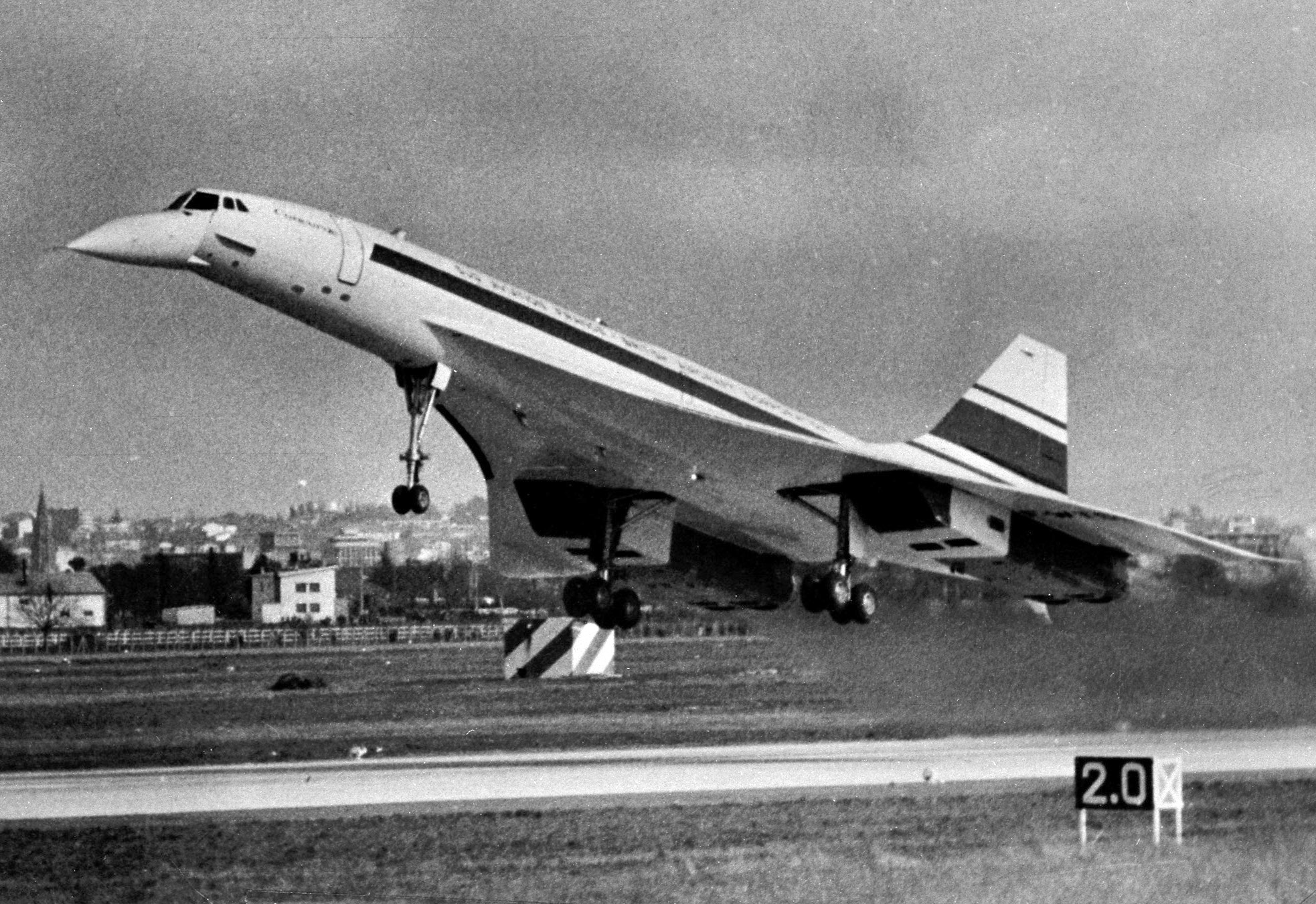
コンコルド（1969年3月2日）

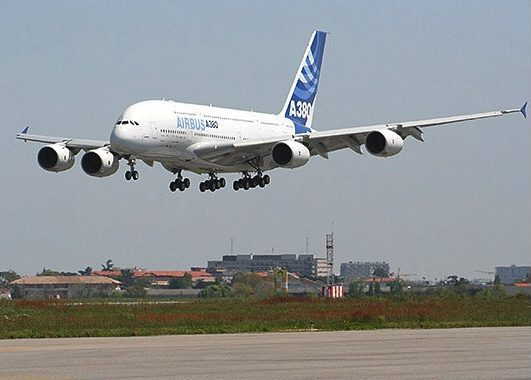
エアバスA380（2005年4月27日）

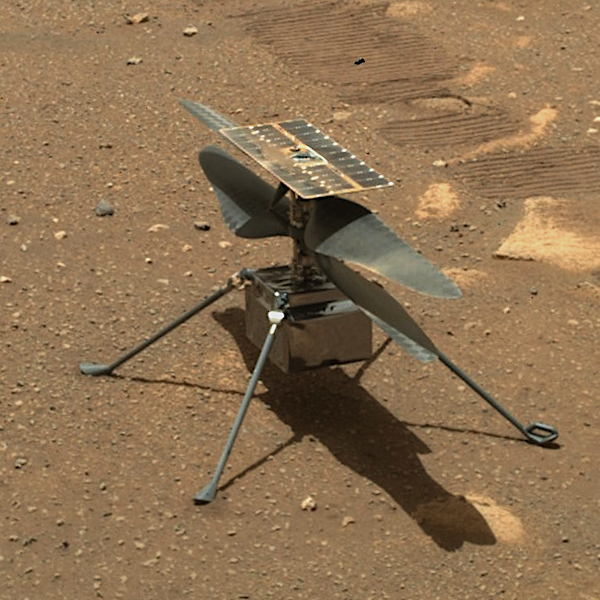
インジェニュイティは、地球以外の惑星で最初に飛行した航空機（2021年4月19日）

日付別に整理された注目すべき航空機タイプの初飛行は次のとおりである。
- 1783年10月15日 - モンゴルフィエ兄弟による気球による初の有人飛行。
- 1875年6月 – トーマス・モイ（英語版）の空中汽船。イギリスロンドン(パイロットレス、テザー)[1]。
- 1890年10月9日 – クレマン・アデール – フランスのパリ西部のグレッツアルマンヴィリエ（英語版）から離陸した。
- 1901年8月14日 – バイエルン州ロイタースハウゼンのグスターヴ・ホワイトヘッド。
- 1902年5月15日 – ライマン・ギルモア – カリフォルニア州グラスバレーから離陸した。
- 1903年3月31日 – リチャード・ピアース – ニュージーランドの南島テムカのワイトヒフラットから離陸した。
- 1903年12月17日 – ライト兄弟のライトフライヤー号 – 最初の空気より重い動力航空機。ノースカロライナ州キティホークにて初飛行に成功した。
- 1906年3月18日 – ルーマニアの発明家兼エンジニアであるトライアン・ヴイアは、フランスのパリ近郊のモンテソンで自称単葉機で11メートル飛行した。
- 1906年10月23日 – アルベルト・サントス＝デュモンのサントス・デュモン 14-bis（英語版）が、フランスのパリのバガテル公園で有人動力飛行を行い、初めて群衆の前で飛行した[2]。
- 1908年7月4日 – グレン・カーチスは、アメリカ合衆国で最初の事前に告知された空気より重い飛行機械の一般公開飛行を行い、5,080フィートを飛行し、サイエンティフィック・アメリカントロフィーと2,500ドルの賞金を獲得した。
- 1911年5月5日 - 奈良原式2号飛行機 - 奈良原三次が国産機による初めての飛行に成功。
- 1916年12月22日 – ソッピース キャメル – サリー州ウェイブリッジ（英語版）にあるブルックランズから飛び立った複葉機。
- 1935年7月28日 – ボーイングB-17フライングフォートレス - 第二次世界大戦のアメリカの重爆撃機。
- 1935年12月17日 – ダグラス DC-3 – 10,000機以上が生産されたプロペラ駆動の旅客機・輸送機。
- 1939年12月29日 – B-24 リベレーター – 第二次世界大戦のアメリカの重爆撃機。
- 1947年11月2日 – ヒューズ H-4 ハーキュリーズ – 別名、スプルースグース。1機だけ製造された大型飛行艇。
- 1949年7月27日 – デ・ハビランド DH.106 コメット – 世界初のジェット旅客機。
- 1954年8月23日 – ロッキードC-130 ハーキュリーズ – 軍用輸送機。
- 1955年5月27日 – シュド・エストSE210カラベル – リアエンジンを搭載した最初のジェット旅客機。
- 1958年3月25日 – アブロ・カナダCF-105アローの超音速迎撃戦闘機。フライ・バイ・ワイヤシステムの設計、装備した最初の実験機。
- 1962年4月25日 – A-12 (偵察機) – 超音速偵察機。
- 1962年6月29日 – ビッカース VC10 – 4つのリアエンジンを搭載した最初の旅客機。
- 1962年8月30日 - YS-11 - 戦後、初めての国産旅客機。
- 1967年4月9日 – ボーイング737 – 短距離・中距離旅客機。累計10,000機以上が製造されている。
- 1968年10月4日 – ツポレフTu-154 – ソビエト/ロシアのトライジェット。
- 1968年12月31日 – ツポレフTu-144 – ソビエトの超音速旅客機。
- 1969年2月9日 – ボーイング747 – 最初のワイドボディ旅客機。
- 1969年3月2日 – コンコルド – フランスとイギリスの超音速旅客機。
- 1969年9月19日 – ミルMi-24 – ロシア/ソビエト製の攻撃ヘリコプター。
- 1972年10月28日 – エアバスA300 – 最初のエアバス航空機。世界初の双発ワイドボディの短距離・中距離旅客機。
- 1987年2月22日 – エアバスA320 – デジタル式フライ・バイ・ワイヤ操縦システムを搭載した最初の旅客機。
- 1988年12月21日 – アントノフAn-225 ムリーヤ – 最長の胴体と翼幅をもった6発エンジンの大型輸送機。
- 1994年6月12日 – ボーイング777 – これまでに製造された中で最も強力なジェットエンジンを搭載した長距離旅客機。
- 1997年9月7日 – F-22A – 世界初の第5世代ジェット戦闘機。そのステルス性、飛行性、武装性能は登場当時、誰も越えられない最強の戦闘機であり今も尚、世界最強の座を守り続けている。
- 2003年5月20日 – スケールド・コンポジッツスペースシップワン – 最初の商用サブオービタル宇宙船。
- 2005年4月27日 – エアバスA380 – 現在世界最大の積載量を誇るダブルデッキ航空機（英語版）がトゥールーズ・ブラニャック空港から離陸した。
- 2009年12月11日 – エアバス A400M – 軍用貨物機、エアバスの最初のプロペラ機。
- 2009年12月15日 – ボーイング787ドリームライナー – 構造のほとんどに非金属複合材料を使用した初のワイドボディ機。
- 2015年11月11日 – 三菱スペースジェット – 名古屋飛行場から離陸した。
- 2017年5月5日 – COMAC C919 – 中国の民間航空機。
- 2019年4月13日 – スケールドコンポジットストラトローンチ（英語版） – 世界最大の飛行機。
- 2020年1月25日 – ボーイング777X – 世界最長かつ最大の双発旅客機。
- 2021年4月19日 – インジェニュイティ – 無人ロボットヘリコプター、火星を飛行した最初の航空機。

## 注目の初飛行（ロケット）

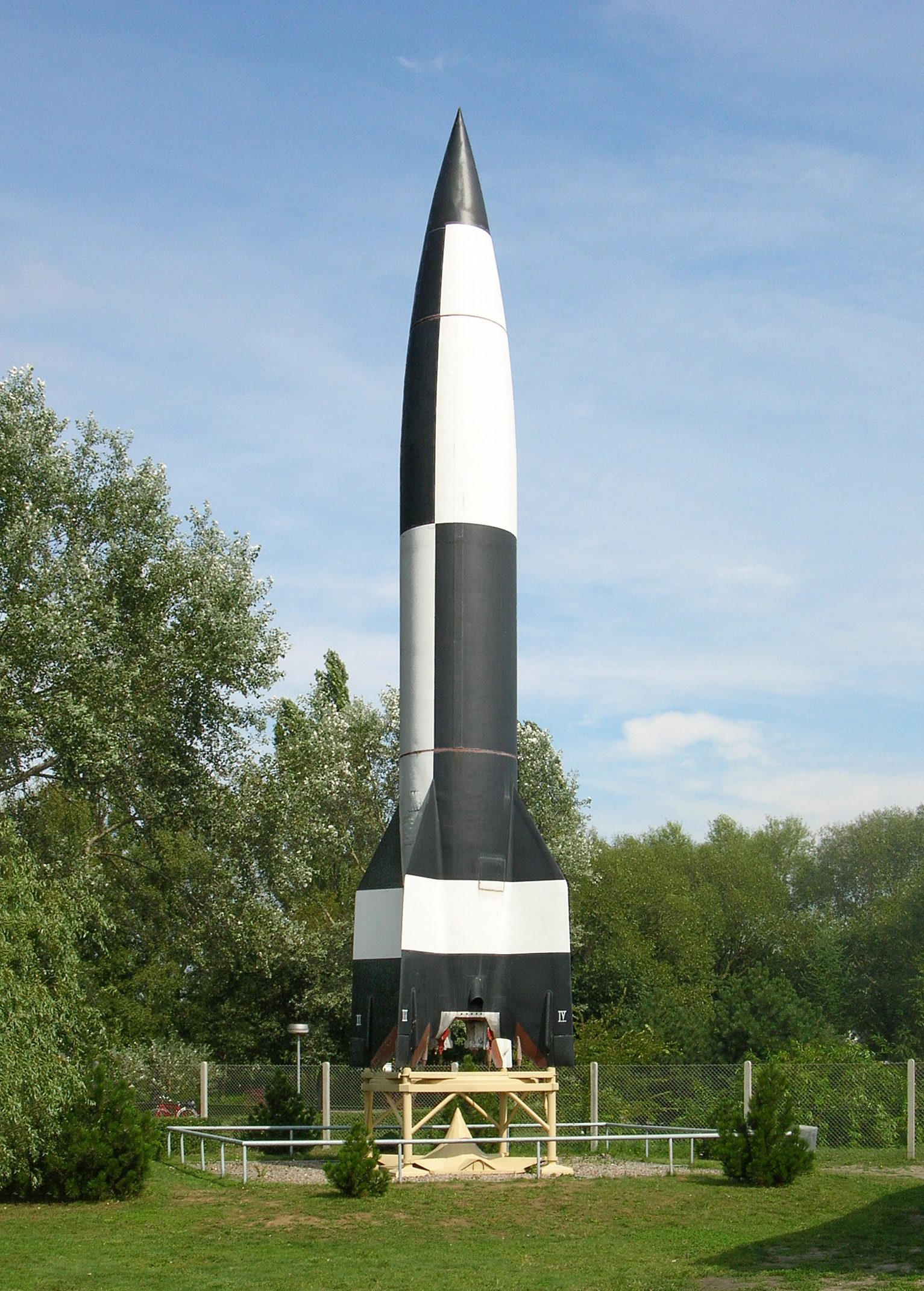
V2ロケットの模型

- 1942年10月3日 – V2ロケットは、最初のテスト飛行に成功した。ノーズコーンは、地球の大気の終わりと広く考えられているカーマン・ラインを横切り、宇宙に到達した初の人工物体となった。
- 1953年8月20日 – ヴェルナー・フォン・ブラウンによって設計されたPGM-11レッドストーンは、米国初の大型弾道ミサイル。ケープカナベラル空軍基地第4発射施設から発射され、80秒間飛行した後、エンジンが故障して海に落下した。
- 1957年10月4日 - スプートニク、世界初の人工衛星スプートニク1号を低軌道に打ち上げた。
- 1960年12月22日 –ボストーク-K（英語版）、最初の有人ミッションロケット(1961年4月12日の最初の有人飛行)。
- 1967年11月9日 – サターンVは、これまでに打ち上げられた最も強力なロケット。人間を月に打ち上げるために使用された。
- 1981年4月12日 – スペースシャトル、最初の部分的に再利用可能な打ち上げシステム、初飛行時の最大のペイロード。
- 2004年12月21日 – デルタ IV ヘビー、初飛行時の最大のペイロード。
- 2018年2月6日 – ファルコンヘビー、初飛行時の最大のペイロード、部分的に再利用可能[3]。